# ブロークン・ハーツ
「ブロークン・ハーツ」(Too Many Broken Hearts)は、ジェイソン・ドノヴァンの楽曲。

## 概要
- 本曲は1枚目のスタジオ・アルバム『テン・グッド・リーズンズ』から3枚目のシングルとしてリリースされた。
- 自身通算2作目、単独名義として初の全英シングルチャート首位を記録した。

## 収録曲
日本盤 3" シングル
1. ブロークン・ハーツ - 3:29
2. 君を抱きしめて - 3:43